# 蒙哥马利街站
蒙哥马利街站（英語：Montgomery Street Station，有时被称为蒙哥马利站）是旧金山轻轨与舊金山灣區捷運系統的一个共构车站，位于旧金山市场街地下，蒙哥马利街与三桑街之间。本站的捷运部分于1973年11月5日启用，轻轨部分于1980年启用。

## 位置
本站位于市场街与蒙哥马利街的路口东侧，地处旧金山金融区，站名源自蒙哥马利街这一以约翰·B.·蒙哥马利命名的南北向街道。

## 车站结构
本站为地下站，与市场街地铁其余车站的格局基本相同，地下一层为车站大堂，地下二层为轻轨站台，地下三层为捷运站台。
| 地面     | 街道                       | 出入口 |
| 地下一层 | 站厅                       | 票务服务、进出站闸机 |
| 地下二层 | 出城                       | J教堂列车往巴尔波亚公园方向 （跑华街） · K英格賽列车往巴尔波亚公园方向 （跑华街） · L塔拉瓦爾列车往第46大道与瓦乌纳方向 （跑华街） · M洋景列车往圣荷西与日内瓦/巴尔波亚公园方向 （跑华街） · N朱達列车往朱达与海滩方向 （跑华街） · S卡斯楚街接駁列车往卡斯楚街（平日）/西隧道口（AT&T球場比赛日）方向 （跑华街） |
| 地下二层 | 岛式站台，左边车门将会开启 | |
| 地下二层 | 进城                       | → J教堂列车往内河码头方向 （内河码头） · → L塔拉瓦爾列车往内河码头方向 （内河码头） · → M洋景列车往内河码头方向 （内河码头） · → N朱達列车往第4街及国王街方向 （内河码头） · → S卡斯楚街接駁列车（AT&T球場比赛日）往第4街及国王街方向 （内河码头） · → T第三街列车往森尼戴尔方向 （内河码头） >                   |
| 地下三层 | 南行/西行                  | █黄线列车往旧金山国际机场（平日）/密尔布瑞（周末）方向（跑华街） · █蓝线列车往戴利城方向 （跑华街） · █红线列车往密尔布瑞（平日）/戴利城（周末）方向（跑华街） · █绿线列车往戴利城方向 （跑华街） |
| 地下三层 | 岛式站台，左边车门将会开启 | |
| 地下三层 | 北行/东行                  | → █黄线列车往匹兹堡/湾角方向 （内河码头） · → █蓝线列车往都柏林/普莱森顿方向 （内河码头） · → █红线列车往列治文方向 （内河码头） · → █绿线列车往费利蒙方向 （内河码头） |

## 接驳交通
本站可转乘三藩市城市鐵路、東灣公交、金门公交、SamTrans等公司担当的公交线路。

## 邻近车站
| 上一站                           | 旧金山湾区捷运 | 旧金山湾区捷运 | 旧金山湾区捷运 | 下一站                        |
| -------------------------------- | -------------- | -------------- | -------------- | ----------------------------- |
| 跑华街往旧金山国际机场經密尔布瑞 |                | 红线           |                | 内河码头往里奇蒙              |
| 跑华街往密尔布瑞或旧金山国际机场 |                | 黄线           |                | 内河码头往安条克經匹兹堡/湾角 |
| 跑华街往戴利城                   |                | 蓝线           |                | 内河码头往都柏林/普莱森顿     |
| 跑华街往戴利城                   |                | 绿线           |                | 内河码头往贝里埃萨/北圣何塞   |

| 上一站                                    |  | 旧金山轻轨    |  | 下一站                                   |
| ----------------------------------------- |  | ------------- |  | ---------------------------------------- |
| 内河码头单向运营                          |  | K英格賽       |  | 跑华街往Template:S-line/MUNI right/K方向 |
| 内河码头往內河碼頭站方向                  |  | J教堂         |  | 跑华街往Template:S-line/MUNI right/K方向 |
| 内河码头往內河碼頭站方向                  |  | L塔拉瓦爾     |  | 跑华街往Template:S-line/MUNI right/L方向 |
| 内河码头往內河碼頭站方向                  |  | M洋景         |  | 跑华街往Template:S-line/MUNI right/M方向 |
| 内河码头往Template:S-line/MUNI left/N方向 |  | N朱達         |  | 跑华街往Template:S-line/MUNI right/N方向 |
| 内河码头往Template:S-line/MUNI left/S方向 |  | S卡斯楚街接駁 |  | 跑华街往Template:S-line/MUNI right/S方向 |
| 内河码头往Template:S-line/MUNI left/T方向 |  | T第三街       |  | 跑华街单向运营                           |